# Winthemia brevicornis
Winthemia brevicornis là một loài ruồi trong họ Tachinidae.